# Ахатов, Данил Ильгизович
Дани́л Ильги́зович Аха́тов (род. 22 декабря 2003, Нефтекамск, Башкортостан, Россия) — российский футболист, полузащитник «Уфы».

## Карьера
Футболом начал заниматься с первого класса в Нефтекамске, первые тренеры — Ильгиз Ханов и Рим Закирьянов. В 2016 году перешёл в школу ФК «Уфа». Играл в первенстве Башкортостана, первенстве России среди юношей 2003 года рождения. В 2021—2022 годах выступал в молодёжном первенстве. Дебютировал в Премьер-лиге 12 сентября 2021 года в матче против «Сочи» (1:3), заменив на 80-й минуте Филипа Мрзляка. В 2024 году был арендован «Амкаром».